# مادلین بوردوکس
مادلین بوردوکس (به فرانسوی: Madeleine Bourdouxhe) نویسنده قرن بیستم میلادی اهل بلژیک است.